# Live at Last
Albums de Black Sabbath
Heaven and Hell
(1980) Mob Rules
(1981)
Live at Last est le premier album en public du groupe de heavy metal anglais Black Sabbath. Il parut sur le label anglais NEMS Records en juillet 1980.

## Historique
Cet album fut réalisé, sans le consentement des musiciens de Black Sabbath, par leur ancien manager Patrick Meehan. Ce dernier avait légalement en sa possession les bandes que le groupe avait enregistrées pendant la tournée de promotion de leur quatrième album, Vol. 4, en vue de la parution éventuelle d'un album en public. Ces bandes avaient été enregistrées lors des concerts du 11 mars 1973 à Manchester et du 16 mars 1973 à Londres.
L'album fut publié dans une période peu propice : Black Sabbath, en plein renouveau depuis l'arrivée de Ronnie James Dio, venait de publier Heaven and Hell et l'album venait d'entrer dans le top 10 au Royaume-Uni. Néanmoins, les fans du groupe espéraient depuis longtemps un album live de Black Sabbath avec Ozzy Osbourne et il fut très bien reçu dans les charts, y atteignant une inespérée 5e place.

## Liste des titres
- Tous les titres sont signés par Ozzy Osbourne, Tony Iommi, Geezer Butler et Bill Ward.

Face 1
1. Tomorrow's Dream — 3 min 4 s
2. Sweet Leaf — 5 min 27 s
3. Killing Yourself to Death — 5 min 29 s
4. Cornucopia — 3 min 58 s
5. Snowblind — 4 min 47 s
6. Children of the Grave — 4 min 32 s

Face 2
1. War Pigs — 7 min 38 s
2. Wicked World (contient des extraits de Into the Void et Supernaut) — 18 min 59 s
3. Paranoid — 3 min 10 s

## Musiciens
- Ozzy Osbourne : chant
- Tony Iommi : guitare
- Geezer Butler : basse
- Bill Ward : batterie, percussions

## Classements
| Pays        | Durée du classement | Meilleur classement |
| ----------- | ------------------- | ------------------- |
| Royaume-Uni | 15 semaines         | 5e                  |
| Suède       | 3 semaines          | 26e                 |